# Ordem de rebatedores
No beisebol, a ordem de rebatedores (batting order), ou escalação (lineup), é a seqüência em que os nove membros da escalação ofensiva vão ao bastão contra o arremessador. A ordem de rebatedores é definida pelo treinador antes do jogo começar (embora substituições possam ser feitas depois). Bater fora da ordem é uma violação das regras e a equipe que o fizer está sujeita a penalidade.
Algumas posições têm apelidos: "largada" (leadoff) para a primeira, "limpeza" (cleanup) para a quarta e "última" (last) para a nona. As outras são conhecidas apenas pelos números ordinais.

## Posições na escalação

### #1
O primeiro jogador na ordem de rebatedores é conhecido como rebatedor de largada (leadoff hitter). Geralmente, o batedor de largada é o corredor de base mais rápido do time; por bater mais que qualquer outro na escalação, e para haver corredores em base quando os próximos rebatedores com mais potência vierem ao bastão, ele precisa de uma alta porcentagem em base (OBP), mais que qualquer outra posição da escalação. Também é considerado desvantajoso ter um jogador mais rápido atrás de um mais lento se eles estiverem em bases consecutivas, particularmente primeira e segunda base. Uma vez em base, sua finalidade é avançar em volta das bases o mais rápido possível para anotar. Pelos rebatedores de largada serem selecionados primeiramente por sua capacidade para chegar à base e por sua velocidade, eles não são tipicamente rebatedores de potência. Outro papel importante para o homem de largada é revelar o jogo do arremessador e desgastá-lo, forçando-o a lançar tantos arremessos quanto possível.

### #2
O segundo batedor é normalmente um rebatedor de contato com aptidão para bunt ou conseguir uma rebatida, embora a arte de buntear esteja se tornando cada vez mais rara nos dias de hoje. Tem como meta mover o rebatedor de largada para uma posição de anotar corrida. Muitas vezes, esses rebatedores são razoavelmente rápidos e tendem a evitar caídas em queimada dupla.

### #3
O terceiro batedor é comumente o melhor rebatedor do time, muitas vezes rebatendo por uma alta média de rebatidas mas não necessariamente muito veloz. Parte de seu trabalho é estabelecer uma boa situação para o rebatedor de limpeza, e parte disto é ele próprio ajudar a impulsionar corredores. Terceiros rebatedores são mais bem conhecidos por "manter a entrada viva". Porém, nos últimos anos, muitos treinadores tenderam a pôr seu melhor slugger nesta posição. Babe Ruth normalmente batia em terceiro na escalação durante sua carreira.
Pesquisas recentes sugerem, contudo, que é contra produtivo o melhor rebatedor bater em terceiro, especialmente se o primeiro e segundo rebatedores tiverem baixas porcentagens em base. Porque se tanto o primeiro quanto o segundo batedores forem eliminados na primeira entrada, o terceiro rebatedor irá ao bastão com ninguém em base e dois eliminados, o que não é a situação ideal para um time marcar corridas.

### #4
O quarto jogador na ordem de rebatedores é conhecido como rebatedor de limpeza (cleanup hitter), e é quase sempre um dos melhores rebatedores do time; muitas vezes aquele com maior potência. Treinadores de beisebol tendem a colocar rebatedores que mais provavelmente conseguirão chegar à base a frente do homem de limpeza, para que o quarto batedor possa "limpar" as bases impulsionando esses corredores à home para marcar corridas. Seu principal objetivo é impulsionar corridas, embora se espere que ele também anote corridas. De fato, o quarto lugar na ordem tem o luxo de ser um tanto "protegido" de más situações cedo no jogo: o batedor só enfrenta raramente uma situação com dois eliminados e nenhum corredor em base na primeira vez pela ordem — possivelmente se, por exemplo, um dos três primeiros batedores acerta um home run e os outros dois são eliminados. Se ninguém chega à base, o rebatedor de limpeza terá a chance de iniciar um rali na segunda entrada sendo o primeiro batedor, com nenhuma eliminação. Todavia, rebater na limpeza também requer um nível excepcional de talento, e a capacidade de acertar grandes rebatidas em situações importantes (bases lotadas e dois eliminados, por exemplo).

### #5, #6
O quinto e sexto (e, algumas vezes, o sétimo) batedores têm sido tradicionalmente homens de RBI, com o objetivo principal de conduzir corredores à home, especialmente com flies de sacrifício. Uma teoria estatística moderna de beisebol sugere que até esses batedores devam ter altas porcentagens em base, embora essa proposta não tenha sido universalmente adotada. O quinto batedor é comumente um segundo melhor rebatedor de potência do time, e seu propósito muitas vezes é "proteger" o rebatedor de limpeza na ordem de rebatedores; espera-se que ele ponha tanta ameaça à equipe adversária que eles se absterão de andar intencionalmente o rebatedor de limpeza em situações potenciais para anotar corridas.

### #7, #8
O sétimo e oitavo batedores freqüentemente não são tão poderosos quanto os batedores anteriores, e não têm uma alta média de rebatidas. Ainda se espera que eles produzam (como é o caso de qualquer titular), mas eles têm menos pressão em seus postos. A principal pressão no oitavo rebatedor vem quando há duas eliminações: neste caso, ele deve combater o arremessador para chegar à base, e assim o nono ir ao bastão. Dessa maneira, mesmo se o nono rebatedor for eliminado, o topo da ordem irá ao bastão no próximo turno. O oitavo batedor é muitas vezes um bom batedor de contato, e pode ser usado como um reserva para o #2 rebatedor. Em ligas sem rebatedores designados (DHs), o receptor muitas vezes bate em oitavo, por eles serem freqüentemente empregados por suas habilidades defensivas e manejo dos arremessadores, tendendo a ter uma média de rebatidas relativamente baixa. Entretanto, este não é sempre o caso.

### #9
O nono batedor é considerado como outro rebatedor de largada, não necessariamente o rebatedor mais fraco do time, embora nos últimos anos muitos tendam a pensar desse jeito. Nonos rebatedores tendem a ser rápidos, mas não a ter boa média de rebatidas ou porcentagem em base como o rebatedor de largada. Contudo, quando a liga não permite DHs, o nono batedor é geralmente o arremessador — embora possa haver uma troca dupla depois. Se houver alguém na primeira ou segunda base com menos de dois eliminados quando o nono vai ao bastão, ele quase sempre faz o bunt. Porém, uma notável alternativa existe para isso, em que o arremessador ou o rebatedor mais fraco bate no 8º posto, e outro jogador com OBP decente e velocidade bate no 9º posto, assim criando uma espécie de segundo rebatedor de largada, na parte baixa da escalação, que vira para a parte alta da ordem posteriormente. Isto tem sido usado moderadamente nas ligas maiores, mas foi notavelmente empregado pelo treinador do St. Louis Cardinals Tony La Russa na segunda metade da temporada de 1998.